# Тета, Эль-Мами
Эль-Мами́ Тета́ (фр. El Mami Tetah; род. 12 ноября 2001, Тейаретт, Мавритания) — мавританский футболист, нападающий .

## Карьера
Играл у себя на родине за клуб «Ксар».

### «Аланьяспор»
Зимой 2021 года перешёл в «Аланьяспор», где был заявлен за основную команду и команду до 19 лет. В Суперлиге U19 дебютировал в матче со сверстниками из «Антальяспора». Сыграл в Кубке Турции в матче с «Османиеспором», отличившись забитым мячом. В Суперлиге вышел на замену в матче с «Сивасспором».

### «Арда»
Зимой 2022 года на правах аренды перешёл в болгарский клуб «Арда».